# Dominique Leurquin
Pour les articles homonymes, voir Leurquin.
Dominique Leurquin, né le 2 février 1965 à Lille dans le Nord, est un guitariste français, ancien musicien en scène du groupe de metal Rhapsody of fire.
Il est membre depuis 2011 du groupe Luca Turilli's Rhapsody, puis de Turilli / Lione Rhapsody depuis 2018.
Après une sérieuse blessure à la main causée par une scie circulaire en 2012, il a effectué son retour sur scène en 2014 au Made Of Metal Festival.